# أولاد أونقال
أولاد أونقال أو أولاد ونقال هو أحد قصور بلدية أدرار بدائرة أدرار التابعة لولاية أدرار بالجنوب الغربي الجزائري.

## التاريخ
- قام الشيخ داوود بعد قدومه من منطقة الأهقار عام 1024 م (415/414 هـ) بتشييد قصر أولاد أونقال.[1]
- فرقة من التوارق يستولون على قصر أولاد أونقال سنة 1651 م (1062/1061 هـ).[1]
- يتم المغيرة بمحمد بن عمور المراكشي المكلف بسفيان ومقره تيميمون والباشا ادريس ابن كوفي الشرادي المكلف بأحمد ويقيم بأولاد اونقال 1896 م موافق (1314/1313 هـ).[1]

## السكان
يسكن قصر أولاد أونقال عرب، يتبعون الطريقتين القادرية والطيبية.

## النشاط الفلاحي
يعمل أغلب سكان قصر أولاد أونقال في الفلاحة التي يغلب عليها غرس النخيل ويستعمل السكان تقنية الفقارة لتوفير المياه للسقي، نجد بأولاد أونقال فقارة واحدة هي:

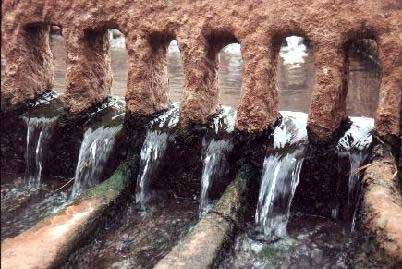
قصري لتقسيم ماء الفقارة

| اسم الفقارة    | عدد الآبار |
| -------------- | ---------- |
| إقرنيج الصغيرة | 1200       |

## الأعلام
1. الشيخ سيدي الونقالي: وهو ولي صالح له ضريح بأولاد أونقال وتقام له زيارة سنوية.[3]